# Cristo Rei do Lubango
O Cristo Rei é uma estátua localizada no topo da Serra da Chela, em Lubango, Angola, a uma altitude de 2.100 metros. Inaugurada em 1957, durante o período colonial português, a estátua foi projetada pelo engenheiro português Frazão Sardinha, de origem madeirense. Com 14 metros de altura, a construção é uma homenagem aos colonos madeirenses que se estabeleceram na região no final do século XIX.
Atualmente, o monumento é considerado Património Nacional de Angola e é uma atração turística emblemática da cidade.